# Олексіївка (Роменський район)
Олексі́ївка — село в Україні, в Сумській області, Роменському районі. Населення становить 275 осіб. Входить до складу Роменської міської громади. До 2020 орган місцевого самоврядування — Перехрестівська сільська рада.

## Географія
Село Олексіївка розташоване на відстані 0,5 км від сіл Перехрестівка та Малярівщина.
По селу тече струмок, що пересихає.
Поруч пролягає автомобільний шлях Т 1913.

## Історія
Село постраждало внаслідок геноциду українського народу, проведеного урядом СРСР 1923—1933 та 1946—1947 роках.
12 червня 2020 року, відповідно до розпорядження Кабінету Міністрів України № 723-р «Про визначення адміністративних центрів та затвердження територій територіальних громад Сумської області», село увійшло до складу Роменської міської громади.
19 липня 2020 року, в результаті адміністративно-територіальної реформи та ліквідації Роменського району(1930—2020), увійшло до складу новоутвореного Роменського району.

## Відомі люди

### Відомі уродженці
- Гробов Ігор Вадимович — український військовик, учасник російсько-української війни[3][4][5].
- Шугай Олександр Володимирович — український письменник.

### Похований
Гладун Євген Олексійович ( 09 лютого1979 — 12 листопада 2022, Кліщіївка) — український військовик, учасник російсько-української війни.